# Ramona Siebenhofer
Ramona Siebenhofer * 21. julij 1991 je avstrijska alpska smučarka.
Debitirala je leta 2009 v Lienzu, Avstrija. Svoje prve stopničke je dosegla decembra v sezoni 2015/2016, in sicer tretje mesto na smuku v Lake Louisu, Kanada.

## Rezultati svetovnega pokala

### Rezultati posameznih sezon
| Sezona | Starost | Skupni seštevek | Slalom | Veleslalom | Superveleslalom | Smuk | Kombinacija |
| ------ | ------- | --------------- | ------ | ---------- | --------------- | ---- | ----------- |
| 2014   | 22      | 62              | —      | 39         | 46              | 37   | 7           |
| 2015   | 23      | 70              | —      | 40         | 42              | 37   | 13          |
| 2016   | 24      | 47              | —      | 38         | 32              | 18   | 34          |
| 2017   | 25      | 39              | —      | —          | 31              | 17   | 13          |
| 2018   | 26      | 29              | —      | —          | 21              | 19   | 6           |
| 2019   | 27      | 11              | —      | —          | 9               | 2    | —           |

podatki do 21. januarja 2019

### Stopničke
- 2 zmagi – (2 smuk)
- 3 stopničk – (3 smuk)

| Sezona | Datum         | Prizorišče                 | Disciplina | Mesto |
| ------ | ------------- | -------------------------- | ---------- | ----- |
| 2016   | 4. dec. 2015  | Lake Louise, Kanada        | smuk       | 3.    |
| 2019   | 18. dec. 2018 | Val Gardena, Italija       | smuk       | 3.    |
| 2019   | 18. jan. 2019 | Cortina d'Ampezzo, Italija | smuk       | 1.    |
| 2019   | 19. jan. 2019 | Cortina d'Ampezzo, Italija | smuk       | 1.    |

## Rezultati svetovnih prvenstev
| Leto | Starost | Slalom | Veleslalom | Superveleslalom | Smuk | Kombinacija |
| ---- | ------- | ------ | ---------- | --------------- | ---- | ----------- |
| 2017 | 25      | —      | —          | —               | 9    | —           |

## Rezultati olimpijskih iger
| Leto | Starost | Slalom | Veleslalom | Superveleslalom | Smuk | kombinacija |
| ---- | ------- | ------ | ---------- | --------------- | ---- | ----------- |
| 2018 | 26      | —      | —          | —               | 10   | 7           |